# Start-Up (serie televisiva)
Start-Up (스타트업?, Seutateu-eopLR) è una serie televisiva sudcoreana trasmessa su tvN dal 17 ottobre al 6 dicembre 2020. In lingua italiana è stata resa disponibile sottotitolata su Netflix.

## Trama
Seo Dal-mi sogna di diventare lo Steve Jobs della Corea: è un'avventuriera che non possiede molto, ma ha grandi piani per se stessa, molta vitalità ed esperienza in una vasta gamma di lavori part-time. Sua sorella maggiore In-jae, però, è convinta che non abbia vissuto una bella vita dopo il divorzio dei loro genitori quindici anni prima, e Dal-mi è determinata a dimostrarle il contrario trovando il suo amico di penna e primo amore "Nam Do-san", che l'aveva aiutata a sentirsi meno sola. Do-san, però, è una persona inventata, creata da sua nonna Won-deok e dall'orfano Han Ji-pyeong prendendo in prestito il nome del vincitore di un concorso di matematica da una notizia sui giornali. Su richiesta di Won-deok, Ji-pyeong trova il vero Nam Do-san: fondatore della Samsan Tech, una volta era l'orgoglio della sua famiglia in quanto genio della matematica, ma negli ultimi due anni non è arrivato da nessuna parte con gli investimenti della sua azienda. Quando Ji-pyeong gli chiede di fingersi l'amico di penna per far felice Dal-mi, Do-san accetta in cambio di aiuto per entrare a far parte di Sandbox, un importante incubatore di startup di cui Ji-pyeong è team leader.

## Personaggi e interpreti
- Seo Dal-mi, interpretata da Suzy e Heo Jung-eun (da bambina)
- Nam Do-san, interpretato da Nam Joo-hyuk e Kim Kang-hoon (da bambino)
- Han Ji-pyeong, interpretato da Kim Seon-ho e Nam Da-reum (da bambino)
- Won In-jae/Seo In-jae, interpretata da Kang Han-na e Lee Re (da bambina)

### Personaggi secondari
- Choi Won-deok, interpretata da Kim Hae-sook
Madre di Chung-myung, nonna di Dal-mi e In-jae.
- Cha Ah-hyun, interpretata da Song Seon-mi
Madre di Dal-mi e In-jae.
- Won Doo-jung, interpretato da Um Hyo-sup
Patrigno di In-jae, presidente del gruppo The Morning.
- Won Sang-soo, interpretato da Moon Dong-hyeok
Fratellastro di In-jae, figlio di Sang-soo.
- Lee Chul-san, interpretato da Yoo Su-bin
Amico di Do-san, membro della Samsan Tech.
- Kim Yong-san, interpretato da Kim Do-wan
Amico di Do-san, membro della Samsan Tech.
- Jeong Sa-ha, interpretata da Stephanie Lee
Ex-avvocata che entra a far parte della Samsan Tech.
- Park Geum-jung, interpretata da Kim Hee-jung
Madre di Do-san.
- Nam Sung-hwan, interpretato da Kim Won-hae
Padre di Do-san.
- Nam Chun-ho, interpretato da Jang Se-hyun
Cugino di Do-san.
- Yoon Seon-hak, interpretata da Seo Yi-sook
AD di Sandbox e SH Venture Capital.
- Park Dong-cheon, interpretato da Kim Min-seok
Assistente di Ji-pyeong.

### Altri personaggi
- Alex Kwon, interpretato da Jasper Cho
Mentore di Sandbox e proprietario di 2STO, una società della Silicon Valley.
- Shin Hyeon, interpretato da Kang Yoo-seok
Programmatore di computer, gemello di Jeong.
- Shin Jeong, interpretata da Joo Bo-young
Programmatrice di computer, gemella di Hyeon.
- Seo-hyun, interpretata da Kim Ji-in

### Apparizioni speciali
- Seo Chung-myung, interpretato da Kim Joo-hun (ep. 1)
Padre di Dal-mi e In-jae.
- Jang Young-shil, doppiato da Yeo Jin-goo
- Hong Ji-seok, interpretato da Yeo Jin-goo (ep. 16)
- Donna al pub, interpretata da Lee Bo-young
- Guardia di sicurezza, interpretata da Moon Se-yoon
- Giocatore di baseball preferito da Do-san, interpretato da Park Chan-ho
- Lee Hye-won, interpretata da Bae Hae-sun
Team leader di Seonju Life Insurance.

## Produzione
Start-Up è diretto da Oh Choong-hwan e sceneggiato da Park Hye-ryun, e ha richiesto due anni di lavorazione. Il titolo, oltre a rimandare direttamente all'ambientazione del drama, è anche un riferimento al modo in cui la storia punti a parlare dell'inizio ("Start") e della crescita ("Up") dei suoi personaggi. La prima lettura del copione è avvenuta a marzo 2020, e il 4 agosto successivo è stato annunciato che Suzy, Nam Joo-hyuk, Kim Seon-ho e Kang Han-na avrebbero interpretato i protagonisti. Suzy è stata scelta dalla produzione grazie alle precedenti esperienze con il regista Oh e la sceneggiatrice Park, avendo già lavorato con entrambi in Dangsin-i jamdeun sa-i-e nel 2017, e solo con Park in Dream High nel 2011. Nam Joo-hyuk, invece, aveva attirato la loro attenzione con Nun-i busige nel 2019, in cui interpreta un ruolo simile a quello di Do-san. Il 2 settembre è uscito il primo poster, in cui i quattro protagonisti posano sorridenti di fronte a un muro coperto di post-it con idee di startup, sotto alla scritta "il luogo dove inizia la nostra brillante storia".
L'isola di Nodeul sul fiume Han è stata usata come sito della fittizia Sandbox nelle riprese aeree. Le scene ambientate nella sua sede principale sono state invece girate all'Oil Tank Culture Park a Mapo, di fronte al Seoul World Cup Stadium.

## Colonna sonora
1. Red Velvet – Future (미래?, MiraeLR) – 3:36 (testo: Taibian, Park Se-joon – musica: Taibian, Bark, YESY)
2. Jung Seung-hwan – Day & Night (낮과 밤?, Natgwa bamLR) – 4:21 (testo: Taibian, Park Se-joon – musica: Seo Dong-hwan, Jung Seung-hwan)
3. Kim Feel – One Day (어느 날 우리Eoneu nal uri?; lett. "Un giorno noi") – 4:00 (testo: Hwang Seok-joo, Han Joon, Park Se-joon – musica: Seo Jae-ha, Kim Young-sung, Park Se-joon)
4. Oh My Girl (Seunghee, Jiho, Binnie) – I Know (알아요?, Ar-a-yoLR) – 3:18 (testo: Choi Ji-san, Han Kyung-soo, Lee Hyun-sang, Park Se-joon – musica: Han Kyung-soo, Choi Ji-san, Choi Han-sol, Kim Hwan, VioletK)
5. Gaho – Running (달리기?, DalligiLR) – 3:18 (testo: Yoon Kyung-won, Choi Seul-gi, Ahn Ji-soo, Park Se-joon – musica: CR Kim, Kim Soo-bin (Aiming), Lee Seung-hyun (Aiming), Kim Dong-young)
6. 10cm – Where Is Dream (꿈은 어디에?, Kkum-eun eodi-eLR) – 3:04 (testo: Taibian, Park Se-joon – musica: Taibian, Bark, YESY)
7. Davichi – My Love – 3:17 (testo: Captain Planet, Han Kyung-soo, Park Se-joon – musica: Captain Planet, Han Kyung-soo)
8. Cheeze – Even For A Moment (우연히 잠시라도?, U-yeonhi jamsiradoLR; lett. "Accidentalmente anche solo per un momento") – 3:50 (testo: Captain Planet, Han Kyung-soo, Park Se-joon – musica: Captain Planet, Han Kyung-soo)
9. Ailee – Blue Bird (파랑새?, ParangsaeLR) (testo: Han Kyung-soo, Park Se-joon – musica: Han Kyung-soo, Kang Woo-jin, Lee Jung-woo, Choi Min-joon, VioletK)
10. Sandeul (B1A4) – Lonesome Diary (어른 일기?, Eoreun ilgiLR) – 3:59 (testo: Taibian, Park Se-joon – musica: Taibian, Bark, YESY)
11. Wendy (Red Velvet) – Two Words (두 글자?, Du geulchaLR) – 3:53 (testo: Han Joon, Park Se-joon – musica: Han Kyung-soo, Choi Han-sol, VioletK)
12. Bolbbalgan4 – Love Letter – 3:09 (testo: Misung, Kim Jung-woo (TOXIC), Yoari, Park Se-joon – musica: Kim Jung-woo (TOXIC), Yoari, Misung, Choi Seul-gi)
13. Jamie – Dream (상상한 꿈?, Sangsanghan kkumLR; lett. "Sogno immaginato") – 3:33 (testo: Lee Hyun-sang, Dope'Doug, Park Se-joon – musica: Han Kyung-soo, Choi Ji-san, Mats Tärnfors)
14. Bae Suzy – My Dear Love (내 사랑?, Nae sarangLR) – 4:02 (testo: Han Joon, Park Se-joon – musica: Lee Yoo-jin, Park Se-joon)
15. Kassy – Love Me Like You Used To (날 사랑한 처음의 너로 돌아와?, Nal saranghan cheo-eum-ui neoro dor-a-waLR; lett. "Torna alla prima volta in cui mi hai amato") – 3:37 (testo: Kassy – musica: Cho Young-soo)
16. Jung Eun-ji (Apink) – To Me (혼잣말?, HonjanmalLR; lett. "Soliloquio") – 3:52 (testo: Han Joon, Park Se-joon – musica: Kim Young-sung, Seo Jae-ha, Park Se-joon)
17. K.Will – Care About You (너 하나만 바라볼 사람?, Neo hanaman barambol saramLR; lett. "L'unica persona che ti guarderà") – 3:28 (testo: CR Kim, Kim Soo-bin (Aiming), Park Se-joon – musica: CR Kim, Kim Soo-bin (Aiming), Choi Seul-gi)

## Accoglienza
La prima puntata di Start-Up ha ricevuto recensioni miste: da una parte è stata lodata per lo sviluppo solido e ben strutturato, dall'altra è stata ritenuta noiosa perché si è concentrata troppo sulla descrizione dei personaggi. Therese Reyes di Vice l'ha indicato come "un grande esempio di una nuova onda di programmi TV sudcoreani, e l'evasione perfetta per quelli a cui manca semplicemente una buona commedia romantica". Per Bryan Tan di Yahoo! Lifestyle Singapore, è "una serie toccante; una con molti sentimenti, e lezioni duramente combattute nella vita e in amore". La giornalista Sundar Poorvaja del The Hindu, che ha descritto il drama come "un'interpretazione inebriante sul romanticismo, il successo e il seguire i propri sogni", ha apprezzato i quattro personaggi principali e le interpretazioni degli attori. April Lee-Tan del Philippine Daily Inquirer ha ritenuto che "oltre a intrattenere i suoi spettatori con la storia d'amore dei suoi tre personaggi principali – Seo Dal-mi, Nam Do-san e Han Ji-pyeong, condivide molte lezioni utili per i giovani imprenditori che avviano un'attività".
Il triangolo amoroso ha diviso gli spettatori in due fazioni, una che ha favorito il rapporto tra Do-san e Dal-mi, mentre l'altra quello tra la ragazza e Ji-pyeong. Quest'ultimo, che ha riscosso ampi consensi lanciando la carriera di Kim Seon-ho, è stato indicato come motivo per cui il pubblico non è riuscito a tifare completamente per Dal-mi e Do-san, poiché la sua backstory come amico di penna della protagonista e l'importanza svolta dalle sue lettere hanno creato la sensazione che una relazione tra lui e Dal-mi sarebbe stata più naturale e sensata di quella con Do-san, la cui storia e crescita personale, in confronto, sono state ritenute carenti e poco interessanti. Per Min Kyung-won del Korea JoongAng Daily, il drama ha registrato ascolti mediocri, non superiori al 5%, proprio a causa della storia d'amore tra Dal-mi e Do-san.
Start-Up è apparso in posizione 10 nella lista dei dieci migliori drama del 2020 stilata da Pierce Conran per il South China Morning Post, che l'ha descritto come "una storia di grinta e ambizione patinata e intrisa di romanticismo" che "con i suoi toni visivi piacevoli e l'argomento incentrato sui giovani, presenta una svolta completamente diversa dal modello standard dei K-drama". Jae-ha Kim l'ha incluso in una top 11 analoga per Teen Vogue, ritenendo che "rafforza l'idea che per quanto una famiglia sia frantumata, i legami restano – nel bene o nel male" e che "più di qualsiasi altra serie recente, ha un co-protagonista maschile (Kim Seon-ho) talmente carismatico che la sua storia mette spesso in ombra quella del bellissimo protagonista (Nam Joo-hyuk)".

### Ascolti
Secondo Nielsen Korea, Start-Up ha esordito con uno share nazionale medio del 4,4% (con un picco del 5%), raggiungendo un nuovo record personale del 4,8% alla terza puntata. Lo share massimo, pari al 5,424%, è stato toccato alla quinta puntata. La nona puntata è stata il programma più visto della serata nell'area metropolitana di Seul con ascolti medi del 5,9% e massimi del 7,2%, mentre a livello nazionale ha registrato una media del 5,1% e un picco del 5,9%. L'ultima puntata ha chiuso con una media nazionale del 5%.
La tabella sottostante illustra i dati di ascolto per ogni episodio, con i massimi in rosso e i minimi in blu, e la posizione nella classifica giornaliera.
| Ep.   | Parte | Data prima TV    | Share medio         | Share medio                |
| Ep.   | Parte | Data prima TV    | A livello nazionale | Area metropolitana di Seul |
| ----- | ----- | ---------------- | ------------------- | -------------------------- |
| 1     | 1     | 17 ottobre 2020  | 4,278% (2º)         | 4,416% (2º)                |
| 1     | 2     | 17 ottobre 2020  | 4,495% (1º)         | 4,553% (1º)                |
| 2     | 1     | 18 ottobre 2020  | 4,208% (2º)         | 4,585% (2º)                |
| 2     | 2     | 18 ottobre 2020  | 4,361% (1º)         | 4,666% (1º)                |
| 3     | 1     | 24 ottobre 2020  | 4,789% (1º)         | 5,383% (1º)                |
| 3     | 2     | 24 ottobre 2020  | 4,468% (2º)         | 5,042% (2º)                |
| 4     | 1     | 25 ottobre 2020  | 4,334% (2º)         | 4,761% (2º)                |
| 4     | 2     | 25 ottobre 2020  | 5,010% (1º)         | 5,696% (1º)                |
| 5     | 1     | 31 ottobre 2020  | 4,274% (2º)         | 4,861% (2º)                |
| 5     | 2     | 31 ottobre 2020  | 5,424% (1º)         | 6,061% (1º)                |
| 6     | 1     | 1 novembre 2020  | 4,136% (2º)         | 4,257% (3º)                |
| 6     | 2     | 1 novembre 2020  | 4,741% (1º)         | 4,880% (1º)                |
| 7     | 1     | 7 novembre 2020  | 4,521% (2º)         | 5,227% (2º)                |
| 7     | 2     | 7 novembre 2020  | 5,065% (1º)         | 5,952% (1º)                |
| 8     | 1     | 8 novembre 2020  | 4,021% (4º)         | 4,113% (2º)                |
| 8     | 2     | 8 novembre 2020  | 4,544% (1º)         | 5,031% (1º)                |
| 9     | 1     | 14 novembre 2020 | 4,879% (2º)         | 5,718% (2º)                |
| 9     | 2     | 14 novembre 2020 | 5,145% (1º)         | 5,946% (1º)                |
| 10    | 1     | 15 novembre 2020 | 4,154% (2º)         | 4,433% (2º)                |
| 10    | 2     | 15 novembre 2020 | 4,352% (1º)         | 4,839% (1º)                |
| 11    | 1     | 21 novembre 2020 | 4,130% (2º)         | 4,582% (2º)                |
| 11    | 2     | 21 novembre 2020 | 4,799% (1º)         | 5,462% (1º)                |
| 12    | 1     | 22 novembre 2020 | 4,270% (2º)         | 4,814% (2º)                |
| 12    | 2     | 22 novembre 2020 | 5,079% (1º)         | 5,671% (1º)                |
| 13    | 1     | 28 novembre 2020 | 4,666% (2º)         | 5,278% (2º)                |
| 13    | 2     | 28 novembre 2020 | 5,151% (1º)         | 6,023% (1º)                |
| 14    | 1     | 29 novembre 2020 | 4,573% (2º)         | 5,041% (2º)                |
| 14    | 2     | 29 novembre 2020 | 5,255% (1º)         | 6,055% (1º)                |
| 15    | 1     | 5 dicembre 2020  | 4,382% (3º)         | 4,357% (3º)                |
| 15    | 2     | 5 dicembre 2020  | 4,980% (2º)         | 5,483% (2º)                |
| 16    | 1     | 6 dicembre 2020  | 4,841% (3º)         | 5,178% (3º)                |
| 16    | 2     | 6 dicembre 2020  | 5,187% (2º)         | 5,415% (2º)                |
| Media | Media | Media            | 4,628%              | 5,115%                     |

## Riconoscimenti
- Baeksang Arts Award
  - 2021 – Premio popolarità a Kim Seon-ho[26]
  - 2021 – Candidatura Miglior attore di supporto (TV) a Kim Seon-ho[27]
- Korea First Brand Award[28]
  - 2020 – Attrice dell'anno a Bae Suzy
- Seoul International Drama Award
  - 2021 – Eccezionale drama coreano a Start-Up[29]
  - 2021 – Eccezionale attrice coreana a Bae Suzy[29]
  - 2021 – Personaggio dell'anno a Kim Seon-ho[30]
  - 2021 – Candidatura Eccezionale attore coreano a Nam Joo-hyuk[31]

## Remake
Il 5 marzo 2022 GMA Network e CJ ENM hanno annunciato un remake filippino con Alden Richards, Bea Alonzo, Jeric Gonzales e Yasmien Kurdi nei ruoli principali. È stato trasmesso da settembre a dicembre per 65 episodi totali.